# Inge Carlsson
Kurt Inge Karlsson, född 15 april 1941 i Risinge församling, Östergötlands län, är en svensk tidigare metallarbetare och politiker (socialdemokrat), som var riksdagsledamot 1982–2002 för Östergötlands läns valkrets.